# Моралът е доброто
„Моралът е доброто“ е български документален филм от 2022 г., вдъхновен от живота и дейността на известния юрист, интелектуалец и общественик доц. д-р Кристиан Таков. Филмът обхваща всички важни етапи от развитието му като личност и непознати за публиката моменти от неговия живот, датиращи от най-ранната му детска възраст. Режисьор и сценарист е Веселин Диманов – това е и негов дебют във филмовата индустрия. Оператор е Калоян Игнатов, а режисьор по монтажа е Димитър Стафидов. Музиката е написана от пианиста Георги Черкин. Продуцент и разпространител на филма е “Аффлатус”.
Премиерата на лентата е 7 ноември 2022 г. в кино “Люмиер” в София. В първите два месеца филма достига до повече от 11 хиляди зрители в цялата страна, превръщайки го в културен феномен за 2022 г. и най-гледания документален филм на голям екран в последните години в България.

## Резюме
Документалният филм "Моралът е доброто" проследява житейския път на доц. Кристиан Таков на фона на историческите събития от последните десетилетия в България. Във филма са представени множество старателно издирени и непубликувани досега архивни кадри и документи, както и поредица интервюта със семейството, колеги, приятели и съмишленици на доц. Таков. Събрани заедно, те изграждат последователно образа на известния юрист, интелектуалец и общественик и отварят врата към неговия свят. Това е филм-послание за един необикновен човек, дошъл в нашия свят с мисия.

## История
Веселин Диманов пише сценария на филма по спомените на майката на Кристиан Таков – оперната прима Галя Йончева. Тя го въвежда в световете на Кристиан – детство, юношество, казарма, университет, обществена дейност и финалните дни на живота му. Следват множество предварителни разговори с роднини, приятели, студенти и колеги на Кристиан Таков, които разказват за моменти от различни етапи на неговия живот. 
Финализирането на сценария приключва в края на 2020 г., а с това започват и снимките на продукцията през септември същата година. Основна локация е Софийски университет “Св. Климент Охридски”, финалът на филма е заснет на брега на “Щъркелово гнездо” в Панчарево, любимо място за семейството на Кристиан.
В периода 2020 - 2022 г. са заснети 40 интервюта с видни български юристи, студенти и колеги, преподаватели и журналисти. Сред тях попадат имена като доц. Георги Лозанов, Цветанка Ризова, Христо Иванов, Любен Дилов-син, Борис Велчев, проф. Васил Мръчков, проф. Нели Огнянова, Валентин Брайков, Деян Кюранов, Стефан Кючуков, Иван Минев и други. 
Ключова роля в претворяването на живота и дейността на Кристиан Таков в документален филм играе откриването на негов тефтер от 1989 г., където той е вписал: “Да се гледам в младежко предаване”. До онзи момент не е било известно на широката общественост, че той е участвал в радио и телевизионни участия в годините на преход в България, когато е бил още студент. След проверка в „Златния фонд“ на БНТ и БНР от автора на филма, става ясно, че тези интервюта са били изтрити в годините на преход. Екипът на „Аффлатус“ успява да ги възстанови от личните архиви на семейството на Кристиан Таков. Ключова роля изиграват спомените на Нери Терзиева, която насочва екипа към свидетели на този период от живота на Кристиан Таков. Архивите са открити на VHS носители в неговото мазе. 
Възстановени са ленти от телевизионния ефир на телевизия “Ефир 2”, а именно: “Вариант М” и „Вариант 1“ с водещ Емилия Савчева, предаването на “Хоризонт на вълните на младостта” с водещ Константин Търмъков, и „Очевидци“ от 1992 г. с водещ журналиста Величко Конакчиев.

## Отзвук
Официалното представяне на „Моралът е доброто“ е на рождената дата на покойния юрист 7 ноември в кино „Люмиер“ и преминава пред препълнена зала, а часове след прожекцията отзивите от филма се разпространяват из социалните мрежи. Поради огромния интерес към филма, билетите за цялата седмица в кино „Люмиер“ се изкупуват още на втория ден от премиерата, което налага организация на допълнителни прожекции в „Дом на киното“, и Филмотечно кино „Одеон“. 
След първата седмица на премиерата на филма в София, интересът се засилва в цялата страна и прожекции се организират в много градове, сред които: Варна, Пловдив, Стара Загора, Велико Търново, Хасково, Перник, Габрово, Каварна, Благоевград, Белоградчик, Ловеч и др. 
Заедно със стотиците прожекции в страната, такива има и в Брюксел, Берлин, Цюрих и Чикаго. 
Интересът към филма привлича вниманието и веригата кина „Арена“ и така „Моралът е доброто“ се превръща в първия български документален филм, излъчван в масови кино салони.
Продукцията успява да събере близо 11 000 лв. за благотворителни каузи от прожекции в Пазарджик, Белоградчик, „Дом на киното“, Софийски университет „Св. Климент Охридски“, Великотърновски университет "Св. св. Кирил и Методий".

## Изложба "Моралът е доброто"
В хода на работата си по филма „Моралът е доброто“ неговият автор открива колко голяма част от живота на Кристиан Таков заема фотографията. Така той решава да извади този епизод от филма и да го представи пред публиката под формата на изложба.
На 11 юли 2022 г., 5 години след смъртта на доц. Кристиан Таков, Веселин Диманов организира изложба с 60 авторски фотографии, съпроводени от сентенции на българския юрист. Изложбата се провежда под наслов: "Доброто има непрекъсната нужда в него да се влага енергия, за да продължи да съществува", мисъл на Кристиан Таков. Откриването на изложбата е на Моста на влюбените в София, където присъстват стотици. Екипът на „Аффлатус“ избира 60 фотографии за изложбените пана от архив с над 20 000 фотоса на покойния юрист. Куратор на изложбата е Фелия Барух. Редактори са Биана Гунчева, Галя Йончева и Роси Михова. Дизайнът е на Kontur Creative, а оформлението - на Тихомир Стоянов. Снимката на афиша е на Ивайло Петров.
Експозицията показва непознати на широката публика кадри. Някои от най-ранните снимки датират от 80-те години и показват портрети от казармата, както и събития като манифестация пред мавзолея на Георги Димитров. 
Едно от посланията на Кристиан Таков, които могат да бъдат прочетени под неговите фотографии е: "Не се задоволявай само да живееш в едно общество, а го създавай".
Изложбата „Моралът е доброто“ е отпечатана за петте най-големи града в страната – София, Пловдив, Варна, Бургас и Русе.